# روب ديكسون
روب ديكسون (بالإنجليزية: Rob Dixon)‏ هو قائد فرقة ‏ وملحن أمريكي، ولد في القرن العشرين في أتلانتا في الولايات المتحدة.

## وصلات خارجية
- روب ديكسون على موقع ميوزك برينز (الإنجليزية)